# Yacas
Yacas ist ein vielseitig nutzbares Computeralgebrasystem (CAS). Der Name ist ein Akronym für Yet Another Computer Algebra System. Yacas ist freie Software und als solche unter der GPL veröffentlicht.
Die erste Version von Yacas entstand im Jahr 2000. Yacas kann offline verwendet werden und es gibt ein Erklärvideo.
Yacas liefert ein System zur symbolischen Berechnung von Ausdrücken und bringt eine eigene Programmiersprache mit, in der neue Algorithmen entwickelt, aber auch bereits vorhandene genutzt werden können. Als Ein- und Ausgabe kann ASCII oder OpenMath gewählt werden, es gibt auch Befehle zum Exportieren nach LaTeX. Zur grafischen Darstellung von Funktionen, sowohl in 2D wie auch in 3D, wird Gnuplot verwendet.

## Features und Befehle (Auswahl)
Yacas kann:
- als einfacher Taschenrechner verwendet werden
- Gleichungen umstellen: solve(Gleichung,x)
- differenzieren: D(Funktion,x)
- integrieren: Integrate(Funktion,x)
- Polynom faktorisieren: Factor(Polynom)
- Graphen von Funktionen zeichnen (2D sowie 3D).
- Yacas ist programmierbar[8]

Yacas hat viele Befehle mit anderen Programmen gemeinsam, u. a. mit Mathematica, Maple, Xcas und den Taschenrechnern TI-89, TI-92, Voyage 200 und TI-NSpire.

## Betriebssysteme
Sowohl Yacas als auch Gnuplot sind für verschiedene Betriebssysteme erhältlich:
- Microsoft Windows
- Apple macOS
- Linux

Sie sind auf der Homepage zusammen mit ausführlicher Dokumentation verfügbar, wo man das System auch online ausprobieren kann.
Die Software könne zwar nicht mit den kommerziellen Computeralgebrasystemen mithalten, würde aber einen guten Einblick in die Funktionsweise dieser Systeme gewähren, so Harald Bögeholz im „Themen-Special: Wissenschaftliche Software“ des Computermagazins c’t.